# Die total verrückte Rallye
Die total verrückte Rallye (DTVR) ist ein 1995 von Blue Byte hergestelltes Gesellschaftsspiel für bis zu acht menschliche Spieler für den PC.

## Spielprinzip
Der/die Spieler nehmen an einer Rallye durch Europa teil. Ziel ist es, am Ende der Rallye über den höchsten Kontostand unter den Teilnehmern zu verfügen. Das Spiel kann von bis zu acht Personen an einem PC gespielt werden, bei Bedarf können Spielfiguren auch durch den Computer gesteuert werden.

### Aufbau des Spielfeldes
Das Spielfeld zeigt eine Karte Europas, auf der verschiedene Ereignisfelder, so unter anderem auch die Etappenziele, anzufinden sind. Die Ereignisfelder sind auf dem Land durch Straßen und über Gewässern durch gepunktete Linien miteinander verbunden. Der Spieler ist in seiner Bewegung auf diesen vorgegebenen Strecken gebunden. Es wird zwischen mehreren Typen von Ereignisfeldern unterschieden, die jeweils unterschiedliche Eigenschaften besitzen:
- Blaue Ereignisfelder – Bei Stopp auf einem blauen Feld erhält der Spieler einen zufälligen Geldbetrag von maximal ~30.000 DM auf sein Konto überwiesen.
- Rote Ereignisfelder – Dem Spieler wird ein zufälliger Geldbetrag von später bis zu ~130.000 DM von seinem Kontostand abgezogen.
- Gelbe Ereignisfelder – Der Spieler zieht eine Ereigniskarte
- Violette Ereignisfelder – Der Spieler kann Ereigniskarten nach Wunsch und finanziellen Möglichkeiten kaufen oder verkaufen.
- Graue Ereignisfelder – Städte, in denen der Spieler Grundstücke kaufen kann. Diese Grundstücke werfen pro Runde einen bestimmten Betrag an Miete ab und bilden für den Spieler somit eine vom Würfel- und somit Ereignisfelderglück unabhängige feste Einkommensquelle.
- Schwarz-weiß-gestreifte Ereignisfelder – Hauptstädte und Etappenziele. Wer als erster das vorgegebene Ziel erreicht bekommt einen von Etappenziel zu Etappenziel steigenden Geldbetrag überwiesen. Der Spieler kann hier ebenfalls Grundstücke kaufen, die sich üblicherweise vom Wert der Grundstücke der umgebenden Städte abheben.

### Steuerung
Zu Beginn eines Zuges würfelt der Spieler und zieht nach erfolgtem Wurf über die Anzahl der gewürfelten Felder, bis die verfügbaren Züge aufgebraucht sind und er auf einem Ereignisfeld zu stehen kommt. Die Eingabe erfolgt dabei durch Enter- bzw. Pfeiltasten auf der Tastatur. Alternativ kann auch mit der Maus oder mit Joystick gespielt werden.

### Spezielle Aktionen
Dem Spieler steht eine begrenzte Auswahl von Aktionen zur Verfügung, mit denen er sich oder andere Spieler beeinflussen kann. Ausgelöst werden diese Aktionen durch gespielte Ereigniskarten. So kann man zum Beispiel per Karte den Einkaufspreis von Grundstücken einer Stadt senken, andere Mitspieler eine Runde aussetzen lassen, den Kontostand aller Spieler ausgleichen, anderen Spielern den Fiskus auf den Hals jagen, durch Flugzeugkarten große Entfernungen schnell überbrücken etc.

### Zusätzliche Features
Die Länge des Spiels (die Anzahl der zu fahrenden Etappen) ist frei wählbar. Nach einer gewissen Anzahl von gefahrenen Etappen wird das anfangs durch Schranken abgegrenzte Gebiet der ehemaligen Ostblockstaaten für die Spieler befahrbar. Um die Jagd nach Geld spannender zu gestalten, mischt auch ein „nicht autorisierter“ Computerspieler namens Dr. Drago im Feld der Teilnehmer mit, jedoch nicht um Etappen zu gewinnen, sondern lediglich um einzelne Mitspieler finanziell oder in ihren Bewegungsmöglichkeiten zu schikanieren.

## Remake
Der Publisher „The Unknown Machine“ brachte am 4. Dezember 2020 eine inoffizielle Neuauflage unter dem Titel The MoneyMakers Rallye heraus. Diese unterstützt auch Online-Multiplayer.